# Dinatriumguanylat
Dinatriumguanylat, även känd som natrium 5'-guanylat och dinatrium 5'-guanylat, är ett naturligt dinatriumsalt från smakförstärkaren guanylsyra (E626). Dinatriumglutamat är en livsmedelstillsats med e-numret E627. Eftersom tillsatsen är relativt dyr används den ofta tillsammans med glutaminsyra (natriumglutamat).
Om dinatriumguanylat finns deklarerat bland ingredienserna och natriumglutamat eller glutaminsyra saknas är förmodligen någon av de två en del av en annan ingrediens, såsom ett behandlat sojaproteinkomplex. Ämnet används ofta även tillsammans med dinatriuminosinat (E631). Kombinationen är känd som dinatrium-5'-ribonukleotider.
Dinatriumguanylat tillverkas av torkad fisk eller torkad tång och tillsätts ofta i nudlar, potatischips och andra snacks, smaksatt ris, konserverade grönsaker, rökt kött och förpackade soppor.

## Näringsmässig information
Dinatriumglutamat är inte säkert för småbarn under tolv veckor[källa behövs], och borde generellt sett undvikas av astmatiker och personer med gikt eftersom guanylater metaboliseras till puriner. Då ämnet ofta tillverkas av fisk undviker många veganer och vegetarianer produkter som innehåller det såvida de inte är märkta vegetarisk eller vegansk. Sådana märkningar kräver att ämnet är tillverkat av vegetariska källor, såsom tång eller jäst.